# Parafia Chrystusa Króla w Balinie
Parafia Chrystusa Króla w Balinie – parafia rzymskokatolicka z siedzibą w Balinie, znajdująca się w archidiecezji krakowskiej, w dekanacie Chrzanów. W parafii posługują księża diecezjalni. Według stanu na wrzesień 2018 proboszczem parafii był ks. Krzysztof Kozioł. 